# Petar Pismestrović
Petar Pismestrović (* 3. Mai 1951 in Sremska Mitrovica, Jugoslawien) ist ein österreichischer Karikaturist.

## Leben
Nach der Gymnasiums-Matura studierte er Politikwissenschaft in Zagreb. Im Jahr 1970 begann er mit seiner professionellen Laufbahn als Portrait-Karikaturist.
Seitdem arbeitete er für mehr als 50 verschiedene Zeitschriften und Magazine. Gleichzeitig war er auch als Designer, Illustrator und Zeichner tätig. Er arbeitete an zahlreichen Büchern, machte Cover für Schallplatten, entwarf Maskottchen und Plakate. Neben 35 eigenen Ausstellungen nahm er an vielen Weltfestivals der Karikatur teil.
Von 1981 bis 1985 war Pismestrović Vizepräsident des Kroatischen Vereinigung für Angewandte Kunst.
Im Jahre 1985 gründete er mit einigen Kollegen das Kroatische Vereinigung der Karikaturisten. Ebenfalls organisierte er fünf Weltfestivals der Karikatur – eines davon in Wolfsberg, Kärnten.
Zu seinem Gesamtwerk zählen mehr als 35.000 Karikaturen.
Politische Karikaturen erschienen in verschiedenen Büchern, u. a. „The Finest International Political Cartoons of our Time“ USA und „Politik für das dritte Jahrtausend – Festschrift für Alois Mock zum 60. Geburtstag“, „Ho(h)les Haus“.
Er schrieb zwei Bücher mit politischen Karikaturen: „Partija pokera“ (Kroatien) und „Karikaturen“ (Österreich).
Seit 1991 lebt er mit seiner Familie in Klagenfurt (Österreich) und hat einen Exklusivvertrag mit der Kleinen Zeitung. Er ist auch Mitarbeiter des Schweizer humoristischen Magazins „Nebelspalter“.
Seine Karikaturen sind auf Internet-Portalen von Cartoonists & Writers Syndicate – New York Times, Artizans – Canada, Witty World – USA, TV-Cartoonist – Polen und vielen anderen vertreten und auch auf seiner Homepage zu sehen.
Petar Pismestrović ist seit 1996 österreichischer Staatsbürger.

## Auszeichnungen
Pismestrović gewann zwei Mal den Goldenen Preis in Tolentino (Italien), Grand Prix in Deva (Rumänien) und erste Preise in Belgrad, Zagreb und Split.
Weiters bekam er den Silbernen Preis in Tolentino, „Excellence Prize“ in Tokio (Japan), den dritten Preis in Tolentino, spezielle Preise in Istanbul (Türkei), Ancona (Italien) und Tolentino.

## Werke
- Partija Pokera, 1991. Zagreb
- Karikaturen / Petar Pismestrović. Klagenfurt 2000, ISBN 3-85378-523-9.
- Politische Karikaturen & Köpfe des Jahres 2007, ISBN 978-3-85378-625-3
- Politische Karikaturen & Köpfe des Jahres 2008, ISBN 978-3-85378-638-3
- Politische Karikaturen & Köpfe des Jahres 2009, ISBN 978-3-85378-648-2
- Politische Karikaturen & Köpfe des Jahres 2010, ISBN 978-3-85378-672-7
- Politische Karikaturen & Köpfe des Jahres 2011, ISBN 978-3-70120-077-1
- Politische Karikaturen & Köpfe des Jahres 2012.
- Politische Karikaturen & Köpfe des Jahres 2013
- MachtKampf 2016.